# Simões Filho
Simões Filho és una ciutat brasilera del litoral de l'Estat de Bahia. Se situa per una latitud de 12° 47′ 02″ sud i per una longitud de 38° 24′ 14″ oest, a una altitud de 52 metres. La seva població era estimada a 109 775 habitants el 2006. La municipalitat s'estén sobre 192 km²;.